# Sergej Stanisjev
Sergej Dmitrievitj Stanisjev (bulgarsk: Сергей Дмитриевич Станишев) (født 5. maj 1966 i Kherson, Ukraine) er en bulgarsk politiker, der fra den 17. august 2005 til juli 2009 var landets statsminister. 
Han repræsenterer det bulgarske socialistparti, Bălgarskata Sotsialistitjeska Partija (BSP). Regeringen bestod desuden af det liberale parti, som den tidligere leder Simeon Sakskoburggotski repræsenterede, og af det muselmanniske minoritetsparti.
Han blev udpeget af Bojko Borisov, der har været Bulgariens regeringschef fra 2009 til 2013.
1. ↑  Navnet er anført på engelsk og stammer fra Wikidata hvor navnet endnu ikke findes på dansk.